# Radijski sprejemnik
V radijskih komunikacijah je radijski sprejemnik (radio) elektronska naprava, ki sprejema radijske valove in jih pretvarja v človeku razumljivo obliko. Uporablja se skupaj z anteno. Ta prestreže radijske valove (elektromagnetne valove) in jih pretvori v drobne izmenične tokove, iz tokov pa nato sprejemnik izloči želeno informacijo. Sprejemnik uporablja elektronske filtre za ločevanje želenega radijskega frekvenčnega signala od vseh drugih signalov, ki jih je sprejela antena, elektronski ojačevalnik poveča moč signala za nadaljnjo obdelavo z demodulacijo pa izlušči želeno informacijo.
Informacije, ki jih dobi sprejemnik, so lahko v obliki zvoka, slike ali podatkov. Radijski sprejemnik je lahko ločen kos elektronske opreme ali pa del elektronskega vezja v drugi napravi. Radijski sprejemniki se zelo pogosto uporabljajo v sodobni tehnologiji, kot komponenta v komunikacijah, oddajanja, daljinskega upravljanja in sistemov brezžičnega omrežja. V potrošniški elektroniki se izrazi radio in radijski sprejemniki pogosto uporabljajo posebej za sprejemnike namenjene za reprodukcijo zvoka pri sprejemanju radijskih postaj.

## Radijski sprejemnik
Najbolj znan radijski sprejemnik je sprejemnik radijskih postaj znan tudi kot radio, ki prejema javne avdio programe posredovane s strani lokalnih radijskih postaj. Zvok nastane v radijskem zvočniku ali pa v radijskih slušalke, ki jih lahko priključimo na radio preko posebne vtičnice. Radio za svoje delovanje potrebuje električno energijo, ki jo dobi bodisi iz baterije v notranjosti radio ali pa preko napajalnega kabla, ki se priklopi na električno omrežje preko električne vtičnice. Vsi radii imajo nadzor glasnosti za prilagajanje jakosti zvoka in nadzor izbire radijskih postaj.

### AM in FM
Modulacija je postopek dodajanja informacije radijskemu nosilcu. V analognih radijskih sistemih se uporabljajo dve vrsti modulacije; AM in FM.
Pri amplitudni modulaciji (AM) se jakost radijskega signala spreminja z avdio signalom. AM radiodifuzija je dovoljena v dolgovalovnem frekvenčnem pasu med 148 in 283 kHz ter v srednje frekvenčnem pasu med 526 in 1706 kHz. AM radiodifuzija je dovoljena tudi v kratkovalovnih pasovih med okoli 2,3 in 26 MHz, ki se uporabljajo za mednarodno komunikacijo na daljavo.
Pri frekvenčni modulaciji (FM) frekvenco radijskega signala spreminja avdio signal. Odvisno od pasovne širine modulacijskega signala je odvisno, kolikšen bo frekvenčni odmik moduliranega signala od srednje frekvence. FM oddajanje je dovoljeno v frekvenčnem pasu med okoli 65 in 108 MHz ter v območju zelo visokih frekvenc (VHF). Frekvenčna področja se v posameznih državah razlikujejo.
Veliko radijskih sprejemnikov lahko sprejemajo AM in FM radijske postaje. V ta namen majo poseben gumb za izbiro med AM in FM področjem.

### Sprejem
Moč signala se z oddaljenostjo od radijskega oddajnika zmanjšuje tako, da se lahko radijske postaja sprejema le v omejenem območju okoli oddajnika. To območje je odvisno od moči oddajnika, občutljivosti sprejemnika, atmosferskega in notranjega šuma ter geografskih ovir, kot so hribi med oddajnikom in sprejemnikom. AM radijski valovi potujejo po površju zemlje, zato je AM radijske postaje mogoče sprejemati na stotine kilometrov daleč. FM radijski valovi zaradi svoje visoke frekvence ne morejo potovati dlje od vidnega obzorja. Omejeni so na razdaljo do 64 km, to razdaljo pa lahko še dodatno zmanjšajo hribi med oddajnikom in sprejemnikom. Po drugi strani je FM radio manj občutljiv na motnje zaradi radijskega šuma (RFI, atmosferski, statičen). V mnogih državah glasbo oddajajo samo FM postaje, AM postaje pa so specializirane za radijske novice, radijske komunikacije in šport.

### Vrste sprejemnikov
Obstaja več različnih radijskih sprejemnikov
- Namizni radio - je klasični radio z zvočniki
- Radio budilka - je radio, ki poleg radijskega sprejemnika vključuje še budilko. To je mogoče nastaviti tako, da vklopi radijski sprejemnik sprejemnik ob času, ki ga je nastavil lastnik
- Sprejemnik - HiFi AM/FM radijski sprejemnik v domači avdio sistem. Naprava nima zvočnikov temveč samo avdio izhode preko katerih se nato priklopijo zvočniki domačega avdio sistema.
- Prenosni radio - radio napaja baterije in je dosti majhen, da ga lahko prenaša ena oseba. Dostikrat se nahaja v sodobni potrošniški elektroniki (tablice, telefoni, predvajalniki glasbe,...)

  - Boom box - baterijski prenosni HiFi radijski sprejemnik z CD predvajalnikom.

  - Tranzistorski radio - starejši izraz za prenosni radijski sprejemnik. Omogočil ga je izum tranzistorja razvit je bil v šestdesetih letih dvajsetega stoletja. Tranzistor radii so bili zelo priljubljeni v šestdesetih in sedemdesetih letih dvajsetega stoletja in korenito spremenila navade poslušalcev.
- Avto radio - Je AM/FM radio vgrajen v armaturno ploščo v vozilu. Namenjen je poslušanju med vožnjo. Večina vozil ima vgrajene radijske sprejemnike, ki ponavadi vključujejo tudi CD predvajalnik.
- Satelitski radijski sprejemnik - je sprejemnik ki radijski signal prejema neposredno iz satelita. Naročnik mora plačati mesečno članarina. Večinoma je zasnovan kot avtoradio.
- Kratkovalovni radio - Je radijski sprejemnik, ki sprejema radijski signal na kratkovalovnem področju. Uporablja se za poslušanje radijski radijskih postaj na kratkovalovnem področju.
- AV sprejemniki so običajno del HiFi sistema ali domačega kina. Poleg sprejemnika imam naprava možnost povezovanja z ostalimi komponentami sistema.

## Ostale aplikacije
Antena se lahko nahaja znotraj ohišja sprejemnika, tak primer so loop antene pri AM radiih in F antene pri mobilnih telefonih ter zunaj ohišja. Tak primer je paličasta antena pri FM radijskih sprejemnikih. Antene so lahko postavljene tudi ločeno in so nato s sprejemnikom povezane preko antenskega kabla, tak primer je televizijske antene in satelitska antena.
- Televizijski sprejemniki - Televizor sprejema video signala, ki predstavlja gibljive slike sestavljene iz zaporedja mirujočih slik in sinhroniziranega avdio signala, ki predstavlja zvok. Televizijski kanali, ki jih sprejema TV zasedajo večjo pasovno širino kot avdio signali, ki zasedajo pasovno širino od 600 kHz do 6 MHz.
  - Prizemni televizijski sprejemnik, televizijski sprejemnik ali samo televizija (TV) - Televizor vsebuje vgrajen sprejemnik (TV tuner), ki prejme brezplačni televizijski signal iz lokalnih televizijskih postaj na VHF in UHF področju.
  - Satelitski TV sprejemnik - sprejema televizijski signal neposredno iz satelita in ga prikaže na navadni televiziji. Strešna satelitska antena sprejema televizijske kanale modulirane na mikrovalovnem pasu Ku . Signal se na Zemljo prenaša iz satelita v geostacionarni orbiti 22.000 kilometrov nad Zemljo. Sprejemnik signal pretvori v nižjo medfrekvenco in ga pošlje skozi koaksialni kabel TV sprejemniku. Naročnik plačuje mesečno naročnino.

- Podatkovne komunikacije
  - Brezžični (WiFi) modem - je podatkovni digitalni oddajnik in sprejemnik v prenosni napravi s kratkim dosegom, ki deluje na mikrovalovnem frekvenčnem področju. Uporablja se za prenos podatkov med napravami preko dostopne točke, usmerjevalnik ali prehod, ki povezujejo prenosno napravo z lokalno računalniško omrežje (WLAN).
  - Bluetooth modem - ima zelo kratek doseg (do 10 m), deluje na frekvenčnem področju 2.4-2.83 GHz, je sprejemnik in oddajnik na prenosnih brezžičnih napravah. Uporablja se kot nadomestek za žično ali kabelsko povezavo, v večini primerov se uporablja za izmenjavo datotek med prenosnimi napravami in mobilnimi telefoni in glasbenimi predvajalniki ter brezžičnimi slušalkami.
  - Mikrovalovne povezave - se uporabljajo za prenos podatkov na dolge razdalje preko visokih frekvenc. Uporabljajo se antenske krožnike ki ozek mikrovalovni žarek usmerijo proti drugi anteni in sprejemniku. Anteni morati biti v vidnem dosegu, doseg signala pa je omejen zaradi ukrivljenosti zemlje. Mikrovalovne povezave se uporabljajo za zasebni prenos podatkov, WAN omrežja in telefonska podjetja, da posredujejo oddaljene telefonske klice in televizijski signal med mesti.

- Satelitske komunikacije - se uporabljajo za prenos podatkov med dvema oddaljenima točkama na zemeljski površini. Sateliti se uporabljajo tudi za reševanje, znanstvene raziskave, opazovanje vremena,... Komunikacija s sateliti lahko poteka na zelo velike razdalje, od 35.786 km (geostacionarna orbita) do več milijon kilometrov oddaljenega medplanetarnega prostora. 
  - Satelitski transponder - Je sprejemnik in oddajnik pri satelitskih komunikacijah, ki prenašata večje število podatkovnih kanalov za komuniciranje na dolge razdalje. Komunikacija je lahko telefonska ali pa poteka preko interneta. Prenos signala iz zemeljske postaje poteka preko mikrovalovnega linka na satelit ter nato preko linka iz satelita nazaj na Zemljo na drugo zemeljsko postajo. Satelit ojača signal, ki ga nato pošlje proti uporabniku.

  - Satelitska zemeljska postaja sprejema podatke iz satelita, ki kroži okoli Zemlje. Zemeljske postaje za globoko vesolje, kot je npr. Nasin sprejemnik Deep Space Network sprejema šibke signale vesoljskih odprav. Pri tem uporabljajo velike krožnike premera 25 m in zelo občutljive nizkošumne radijske sprejemnike, podobne tistim v radijskih teleskopih. Pri tem so sprejemniki ohlajeni na −195.79 °C s pomočjo tekočega dušika, tako zmanjšajo šum v vezju.

- Daljinsko upravljanje - Sprejemnik pri daljinskem upravljanju sprejema digitalnem ukaze za krmiljenje naprave, ki so lahko zapleteni kot pri upravljanju zrakoplova brez posadke ali enostavni, kot pri odpiranju garažnih vrat . Daljinski nadzor sistemov pogosto vsebuje tudi kanal za telemetrijo, ki prenaša podatke krmilniku v obratni smeri. Radijsko vodeni modeli letal, helikopterje, ladij in vozil imajo vgrajene večkanalne sprejemnike za komunikacijo. Na kratkih razdaljah se radio uporablja tudi pri sistemih za odklepanje brez ključa.

- Radio-lociranje - Je uporaba radijskih valov za ugotavljanje lokacije in smeri objekta.

  - Radar - je naprava, ki oddaja ozek žarek mikrovalov, ta nato odbije od cilja nazaj v sprejemnik. Uporablja se za iskanje predmetov kot so letala, vesoljska vozila, rakete, ladje ali kopenska vozila. Odbite valove običajno prejme sprejemnik, priključen na isto anteno kot oddajnik, ki tako določi razdaljo do cilja. Pogosto se uporablja v letalstvu, pomorskem prometu, plovbi, napovedovanje vremena, vesoljski poletih, za preprečevanje trkov v vozilih, in v vojaške namene.
  - Globalni navigacijski satelitski sistem (GNSS) sprejemnika, kot je npr. GPS sprejemnik, ki se uporablja skupaj z ameriškim Globalni sistem za določanje položaja - najbolj pogosto uporabljajo elektronske navigacijske naprave. Je avtomatiziran digitalni sprejemnik, ki sočasno sprejema podatke iz več satelitov v nizki zemeljski orbiti. Z uporabo izjemno natačnih časovnih signalov izračuna razdaljo do satelitov in na podlagi triangulacije določi lokacijo na Zemlji. GNSS sprejemniki se prodajajo kot prenosne naprave, ki so vgrajene v mobilne telefone, vozila in orožja ter celo topovske granate.
  - VOR sprejemnik - je navigacijski instrument na letalih, ki uporablja VHF signal iz navigacijskih oddajnikov VOR na frekvenci med 108 in 117.95 MHz. Uporablja se pri navigaciji za določanje razdalje in smeri do oddajnika.
  - Sledenje divjim živalim - je sprejemnik z usmerjeno anteno, ki se uporabljajo za sledenje divjim živalim, ki so označene z majhnim VHF oddajnikom. Uporabljala se pri raziskovanju in spremljanju živali v naravnem okolju.

- Ostalo
  - Telemetrija sprejemnik - ta prejema podatkovni signal preko katerega se spremlja stanje nekega procesa. Telemetrija se uporablja za spremljanje raket in vesoljskih plovil v letu, beleženje podatkov pri plinskih in naftnih vrtinah in pri znanstvenih instrumentih na oddaljenih lokacijah.
  - Merilni sprejemnik - laboratorijski radijski sprejemnik, ki se uporablja za merjenje karakteristik radijskega signala. Ponavadi je to del spektralnega analizatorja.

  - Radijski teleskop - specializirana antena in radijski sprejemnik, ki se uporablja kot znanstveni instrument za preučevanje šibkih radijskih valov iz vesolja. Preučujejo se astronomski radijski viri kot so npr. zvezde, meglic in galaksije. So najbolj občutljivi radijski sprejemniki, ki jih je naredil človek. Nekatere antene radijskih teleskopov imajo premer tudi do 500 metrov in izredno občutljiv radijski sprejemnik, ki je hlajen z dušikom, da se tako izognejo termičnemu šumu.

## Kako radijski sprejemnik deluje
Radijski sprejemnik je povezan z anteno, ki pretvori nekaj energije iz radijskih valov v šibko izmenično napetost, ki se nato dovede na vhod sprejemnika. Antena je običajno sestavljena iz kovinskih vodnikov različnih oblik. Nihanje električnega in magnetnega polja radijskih valov potiska elektrone v anteni naprej in nazaj ter tako ustvari nihanje napetosti.

### Filtriranje, ojačanje in demodulacija
Vsak radijski sprejemnik opravi tri osnovne postopke obdelave signala iz antene: filtriranje, ojačanje, in demodulacijo:
- Širokopasovno filtriranje: Radijski valovi iz več oddajnikov potujejo skozi zrak istočasno brez, da bi se med seboj motili. Te je v sprejemniku med seboj možno ločiti zato ker imajo različne frekvence. Da bi željen radijski signal ločili od ostalih, širokopasovni filter prepušča le signale določenih frekvenc, ostale pa blokira.

Širokopasovni filter je sestavljen iz enega ali več resonančnih vezij (uglašeno vezje). Ko je prihajajoči radijski signal enak resonančni frekvenci filtra, ki je nastavljen na želeno radijsko postajo, ta prepušča signal na naslednjo stopnjo sprejemnika. Pri vseh ostalih frekvencah ima filter višjo impedanco, zato duši prehod teh frekvenc.
- Pasovna širina in selektivnost: Filter v sprejemniku prepušča določen pas frekvenc, ki se imenuje prepustni pas (passband). Širina prepustnega pasu je odvisna od načina modulacije in sega od nekaj 100 Hz (telegrafija) do nekaj kHz (prenos zvoka). Pasovna širina filtra mora biti dovolj široka, da omogoči neoviran prehod signala brez popačenja vendar hkrati dovolj ozka, da blokira vse ostale radijske signale s frekvencami izven prepustnega pasu. Prepuščena pasovna širina sprejemnika se imenuje tudi kanal. Sposobnost sprejemnika, da zavrne neželene radijske postaje v bližini frekvence želene postaje je pomemben parameter, ki se imenuje selektivnost. V sodobnih sprejemnikih se uporabljajo filtri iz kvarčnih kristalov, keramičnih resonatorjev, ali površinskih akustičnih valov (SAW, surface acoustic wave), ki imajo večjo selektivnost, kot filtri, sestavljeni in dušilk in kondenzatorjev.

- Uglasitev: Če želite izbrati določeno radijsko postajo je radio potrebno uglasiti na frekvenco željenega oddajnika. Radio ima v ta namen prikazovalnik, ki prikazuje frekvenco, na katero ga uglasimo. Uglaševanje je prilagajanje frekvence sprejemnega prepustnega pasu na frekvenco želenega radijskega oddajnika. Z obračanjem gumba za uglaševanje spreminjamo resonančno frekvenco nihajnega kroga. Ko je resonančno frekvenco enaka frekvenci radijskega oddajnik frekvenca nastavljeno vezje niha v sozvočju, signal pa s tem preide na ostali del sprejemnika.

Sprejemniki imajo ponavadi več stopenj ojačanja: radijski signal iz širokopasovnega filtra se ojača toliko, da je dovolj visok za demodulator, nato se avdio signal iz demodulatorja ojača toliko, da je dovolj močan za zvočnike. Stopnjo ojačanja radijskega sprejemnika se določi s parametrom imenovanim občutljivost, ki je najmanjša jakost signala radijske postaje na anteni, izmerjena v mikrovoltih, potrebna za jasno sprejemanje signala z določenim razmerjem med signalom in šumom. Signal je možno ojačati poljubno visoko, pri čemer omejitev sodobnih ojačevalnikov ni stopnja ojačanja, temveč naključni električni šum v električnem vezju, ki lahko preglasi šibak radijski signal.

- Ojačanje: Moč radijskih valov, ki jih ujame antena sprejemnika, se zmanjšuje s kvadratom njegove oddaljenosti od oddajne antene. Tudi z močnimi oddajniki pri katerih je sprejemnik več kot nekaj kilometrov oddaljen od oddajnika je moči, ki jo prestreže antena sprejemnika zelo majhna in morda znaša le nekaj pikovatov. Da bi povečali moč sprejetega signala, se signal ojača v ojačevalniku.

- Demodulacija: Potem, ko je radijski signal filtriran in ojačan, mora sprejemnik izločiti koristno informacijo iz moduliranega nosilca radijskih frekvenc. To opravi vezje imenovano demodulator (detektor). Pri tem vsaka vrsta modulacije uporablja ustrezen tip demodulatorja za optimalni rezultat.

Izhodni signal demodulatorja se ponavadi ojača toliko, da ima zadostno moč za pogon izhodne naprave, ki človeku posreduje koristno informacijo. Zvočni signal se preko zvočnikov pretvori v zvok. Video signal, ki predstavlja gibljive slike, pa se preko zaslona pretvori v svetlobo oz. sliko. Podatki v digitalni obliki se lahko posredujejo računalnikom, ki človeku omogočajo upravljanje s podatki v obliki zvoka in slike.
Najbolj enostavna demodulacija za razumevanj je AM demodulacija, ki se uporablja pri AM radijskih sprejemnikih. Nalogo demodulacije opravi detektorsko vezje sestavljeno iz diode (D) in vzporedno vezanega kondenzatorja (C). Namen tega vezja je odstranitev nosilnega signala in izločitev ovojnice amplitudno moduliranega signala, ki neposredno predstavlja koristno informacijo.

### Uglašen radijski sprejemnik
Uglašeni radijski sprejemniki so bili prva vrsta radijskih sprejemnikov. Njihov glavni del je bil nihajni krog, ki je služil kot filter, s pomočjo katerega je bilo možno sprejemnik uglasiti na želeno frekvenco radijskega oddajnika. Ker je samo z eno stopnjo filtra težko dobiti majhno pasovno širino prepuščenega signala, so taki sprejemniki vsebovali več nihajnih krogov, ki jih je bilo treba nastavljati ločeno. To je pomenilo zamuden postopek uglaševanja, poleg tega je bila zmogljivost takih sprejemnikov zelo slaba.

### Superheterodinska zasnova sprejemnika
Superheterodinski sprjemnik, ki ga je leta 1918 izumil Edwin Armstrong, se danes uporablja pri skoraj vsej modernih sprejemnikih izjema je le nekaj specializiranih aplikacij. Superheterodinski sprejemnik je nastal v času, ko so se pričeli uporabljati radijski signali višjih frekvenc, ki jih običajni ojačevalniki in filtri niso mogli več učinkovito obdelati.
Pri superheterodinskem sprejemniku se signal iz antene pretvori na nižjo vmesno frekvenco (intermediate frequency, IF) s fiksno vrednostjo, preden se signal obdela. 
Vhodni signal iz antene s frekvenco fI se v posebnem nelinearnem vezju (mešalniku) s sinusnim signalom frekvence fLO, ki ga generira lokalni oscilator (LO) v sprejemniku. Na izhodu mešalnika tako dobimo signala z vsoto in razliko obeh frekvenc (tj. fI+fLO in fI-fLO), pri čemer signal višje frekvence odstranimo s filtriranjem. Signal z vmesno frekvenco nato ojačamo in demoduliramo na enak način, kot pri navadnem sprejemniku.
Sprejemnik je enostaven za nastavitev; za sprejem signalov različnih frekvenc je potrebno le spremeniti frekvenco lokalnega oscilatorja. Stopnje sprejemnika po mešalniku delujejo na fiksni medfrekvenci, kar omogoča uporabo filtrov z zelo ozko prepustno pasovno širino, saj odpade potreba po prilagajanju na več različnih frekvenc. Fiksna frekvenca omogoča sodobnim sprejemnikom, da uporabljajo natančne kvarčne kristale, keramične resonatorje ali filtre površinskih zvočnih valov (surface acoustic wave (SAW), ki imajo zelo visoke faktorje kvalitete Q, da izboljšajo selektivnost.
Problem enojnega superheterodinskega sprejemnika je občutljivost na zrcalne frekvence. Tako bi v primeru sprejema vhodnega signala signala frekvence 14 MHz in frekvence lokalnega oscilatorja 5 MHz dobili medfrekvenco 9 MHz. Enako medfrekvenco pa bi pri enaki frekvenci lokalnega oscilatorja dobili tudi v primeru, da bi vhodni signal imel frekvenco 4 MHz, kar pomeni, da bi ob zadosti močnem signalu frekvence 4 MHz imeli hude motnje pri sprejemu signala frekvence 14 MHz. Ker je zrcalna frekvenca v tem primeru precej oddaljena od želene frekvence, je ni težko izločiti s filtriranjem signala pred vstopom v mešalnik. 
Če pa bi izbrali nižjo medfrekvenco 455 kHz, pa bi bila pri 14 MHz zrcalna frekvenca 13,09 MHz, ki pa bi za izločitev zahtevala zelo dober filter. Pasovna širina filtrov je premosorazmerna vhodni frekvenci, kar pomeni, da je boljša selektivnost možna pri nižjih frekvencah, ravno tako je lažje ojačevati nižje frekvence. 
Iz tega je razvidno, da je za izločitev zrcalnih frekvenc bolje izbrati višjo vmesno frekvenco, za zagotovitev občutljivosti in selektivnosti pa nižjo vmesno frekvenco. Da se zadosti temu pogoju, superheterodinski sprejemniki uporabljajo dvojno pretvorbo, od katerih prva stopnja uporablja visoko, druga pa nizko vmesno frekvenco. Nekateri sprejemniki za izboljšanje zmogljivosti uporabljajo tudi tri vmesne frekvence (trojni superheterodinski sprejemnik). 
Uglaševanje je poenostavljeno v primerjavi z večstopenjsko zasnovo TRF. Skupna ojačitev sprejemnika je razdeljena na tri ojačanja na različnih frekvencah; radijski signal, medfrekvenco in zvočni ojačevalnik. To zmanjšuje težave s povratnimi informacijami in parazitskimi nihanji, ki se pojavijo v sprejemnikih, kjer večina ojačevalnih stopenj deluje na isti frekvenci, kot pri sprejemniku TRF.

### Avtomatska kontrola ojačanja
Jakost (amplituda) radijskega signala iz sprejemne antene se drastično spreminja po jakosti, odvisno od tega, kako daleč je radijski oddajnik, kako močan je in kako se širijo radijski valov na svoji poti. Moč signala, ki ga prejme od določenega oddajnika, se spreminja s časom zaradi spreminjanja pogojev širjenja signalov na poti, skozi katero prehaja radijski val, kot so interference različnih poti. Temu pojavu se pravi pojemanje (fading). V AM sprejemniku je amplituda zvočnega signala iz detektorja in glasnost zvoka sorazmerna z amplitudo radijskega signala, tako da pojemanje povzroči spremembe v jakosti. Poleg tega, da je sprejemnik nastavljen med močnimi in šibkimi postajami, se glasnost zvoka iz zvočnika drastično spreminja. Brez avtomatskega sistema za upravljanje, bi bilo treba v AM sprejemniku stalno nastavljati glasnost.
Zato skoraj vsi sodobni sprejemniki vključujejo povratno zanko, ki spremlja povprečni nivo radijskega signala na detektorju in temu primerno prilagodi ojačanje ojačevalnika, da ta potem zagotovi zadostni nivo signala za demodulacijo. Temu se pravi avtomatski nadzor ojačanja (AGC, automatic gain control). AGC se lahko primerja s sistemom prilagajanja človeškega očesa an temo; ob vstopu v temno sobo se okrepi ojačanje očesa z odpiranjem šarenice. V najpreprostejši obliki je sistem AGC sestavljen iz usmernika, ki pretvarja RF signal v spreminjajoči se DC nivo, filter z nizko pasovno širino zglasi spreminjajoči signal in ga povpreči. To se uporablja kot kontrolni signal na začetni stopnji ojačevalnika. V superheterodinskem sprejemniku se AGC običajno uporablja za IF ojačevalnike, lahko se uporablja tudi druga AGC zanka, ki nadzira ojačanje RF ojačevalnika in preprečuje njegovo preobremenitev.

## Zgodovina
Radijske valove je, leta 1887, prvi odkril nemški fizik Heinrich Hertz's z vrsto poizkusov s katerimi je želel dokazati elektromagnetno teorijo Jamesa Clerka Maxwela. Hertz je uporabil iskreče dipolne antene, ki so ustvarjali valove in mikrometrske iskreče reže pritrjene na dipolne in loop antene, da bi jih zaznal. Te primitivne naprave so bile natančneje opisane kot senzorji radijskih valov, ne pa kot "sprejemniki" saj so lahko zaznale radijske valove približno 30 metrov od oddajnika in niso bile uporabljene za komunikacijo temveč kot laboratorijski instrumenti v znanstvenih eksperimentih.

### Doba iskrišča
V zgodnjih letih radia, od 1887 do 1917, so oddajniki z iskriščem generirali radijske valove tako, da so s pomočjo električne iskre izpraznili električni kondenzator. Vsaka iskra je povzročila dušeno nihanje, ki se je precej hitro zmanjšalo na nič. Teh valov ni bilo mogoče modulirati za prenos zvoka, kot v sodobnem AM in FM prenosu. Oddajniki na iskrišče ne morejo kakovostno prenašati zvoka, zato so bili uporabljeni izključno za radiotelegrafske zveze. Operater je s pomočjo telegrafskega ključa ter hitrih vklopov in izklopov oddajnika ustvaril različne dolžinske impulze radijskim valovom ("pike" in "črtice") s katerimi je ustvaril sporočilo v Morsejevi kodi.
Prvim radijskim sprejemnikom ni bilo potrebno izvleči zvočnega signala, temveč so zaznali samo prisotnost radijskega signala. Naprava, ki je to naredila, se je imenovala detektor. Ker ni bilo ojačevalnih naprav je bila občutljivost sprejemnika odvisna predvsem od detektorja. Preizkušene so bile številne različne detektorske naprave. Radijski sprejemniki v času iskre so sestavljale naslednje komponente:
- Antena, za prestrezanje radijskih valov, ki jih je potem pretvarjala v šibak izmenični električnega toka.
- Uglaševalno vezje, sestavljeno iz kondenzatorja, povezanega s tuljavo, ki je deloval kot pasovni filter za izbiro želenega signala iz signalov, ki jih je izbrala antena. Kondenzator ali tuljava sta bila nastavljiva, z njima je bilo možno nastaviti sprejemno frekvenco različnih oddajnikov. Najzgodnejši sprejemniki, pred letom 1897, niso imeli vezij za uglaševanje, saj tudi prvi oddajniki z iskriščem niso filtrirali izhodnega signala, temveč so oddajali signal z zelo široko pasovno širino, sprejemnik pa je bil prilagojen tako, da je izkoristil kar največji del sprejete energije. Edini način ločevanja signala posameznih oddajnikov je bila sprememba frekvence isker, kar je za posledico imelo različen ton posameznih oddajnikov. Večina kasnejših sprejemnikov je uporabljala par nastavljivih vezij z magnetno sklopljenimi tuljavami, imenovanimi resonančni transformator (oscilacijski transformator) ali "ohlapna spojka".
- Detektor, ki je proizvedel impulz enosmernega toka za vsak prejet valovni val.
- Kazalna naprava, kot je slušalka, ki pretvori impulze toka v zvočne valove. Prvi sprejemniki so namesto tega uporabljali električni zvonec. Kasnejši sprejemniki v komercialnih brezžičnih sistemih so uporabili vzmetni snemalnik, ki je sestavljen iz elektromagnetno gnanega injekcijskega peresa, ta pa je sprejet signal (pike in črtice) zapisoval na premikajoč se papirni trak.

Prva oseba, ki je uporabljala radijske valove za komunikacijo je bila Guglielmo Marconi. Marconi si je malo izmislil, vendar je bil prvi ki je verjel, da bi radio lahko bil praktični komunikacijski medij in je samodejno razvil prve brezžične telegrafske sisteme, oddajnike in sprejemnike v začetku leta 1894-95, predvsem z izboljšanjem tehnologije, ki so jo izumili drugi.
 Oliver Lodge in Alexander Popov sta istočasno eksperimentirali s podobnimi napravami za sprejem radijskih valov, , vendar ni znano, da bi prenašalo Morsejevo kodo, samo nize naključnih impulzov. Zato je Marconi dobil vse zasluge za izgradnjo prvih radijskih sprejemnikov.

#### Povezovalni sprejemnik
Prvi radijski sprejemnik ki so ga izumili Marconi Oliver Lodge in Alexander Popov leta 1894-5 je uporabljal primitivni detektor radijskih valov imenovan povezovalnik, ki ga je leta 1890 izumil Edouard Branly in izboljšal Lodge in Marconi. Povezovalnik je bila steklena cev s kovinskimi elektrodami na vsakem koncu, z drobnim kovinskim prahom med elektrodami. Na začetku je imela visoko upornost. Ko se je na elektrodi dovedla napetost radijske frekvence je upornost upadla in je prevajal električno energijo. Povezovalnik je bil v sprejemniku priključen neposredno med anteno in tlemi. Poleg antene je bil povezovalnik priključen v enosmerni tokokrog z baterijo in relejem. Ko je dohodni radijski val zmanjšal upornost povezovalnega toka, je tok iz akumulatorja stekel skozi pri tem vključil rele, zvonec ali pa naredil zapis na trak vzmetnega snemalnika. Za nastavitev povezovalnika na začetno neprevodno stanje za sprejem naslednjega pulza, se je uporabljal t.i. razdruževalnik, ki je mehansko pretresel povezovalnik in s tem ločil kovinski prah.
Združevalnik je starinska naprava in tudi danes obstaja nekaj nejasnostii glede natančnega fizikalnega principa, s katerim so delovali različni tipi sprejemnikov. Vendar je mogoče videti, da je bila v osnovi bistabilna naprava, stikalo, ki se je vklapljalo ob prisotnosti radijskih valov, in zato ni moglo usmeriti radijskega vala za namen demodulacije, kot pri poznejših amplitudno moduliranih (AM) radijskih prenosih, ki so prenašali zvok.
V dolgih serijah poskusov je Marconi ugotovil, da bi z uporabo dvignjene žične monopole antene, namesto Hertzove dipolne antene, lahko oddajal na daljše razdalje, ki presegajo ukrivljenost Zemlje. S tem je dokazal, da radio ni le laboratorijska zanimivost, temveč komercialno izvedljiva komunikacijska metoda. Vrhunec je dosegel v svojem zgodovinskem čezatlantskem brezžičnem prenosu 12. decembra 1901 od Poldhuja, Cornwalla do St. John'sa, Nova Fundlandija, na razdlaji 3500 km, ki ga je sprejel povezovalnik. Vendar je bila običajna razdalja povezovalnih sprejemnikov tudi z močnimi oddajniki tistega obdobja omejena le na nekaj sto kilometrov. ravno zato nekateri dvomijo, da je sprejemnik dejansko sprejel oddan signal in ne morda atmosferskega šuma.
Povezovalnik je ostal prevladujoči detektor, ki se je pri zgodnjih radijskih sprejemnikih uporabljal približno deset let, dokler ga okoli leta 1907 nista nadomestila kristalni detektor in elektrolitski detektor. Kljub velikemu razvojnemu delu je bil zelo primitivna naprava. Ni bil zelo občutljiv in se je poleg pričakovanega signala odzval tudi na impulzni radijski šum, kot je vklop ali izklop bližnjih luči. Zaradi težkega mehanizma za izklop je bil omejen na hitrost prenosa podatkov med 12-15 besed na minuto Morsejeve abecede, medtem ko bi sprejemnik s papirnim trakom lahko sprejemal 100 besed Morsejeve abecede na minuto.

#### Drugi zgodnji detektorji
Slabo delovanje povezovalnika je spodbudilo veliko raziskav, da bi našli boljše detektorje radijskih valov. Preizkušene so bile celo nekatere čudne naprave; raziskovalci so eksperimentirali z uporabo žabjih nog in celo človeških možganov kot detektorja.
V prvih letih 20. stoletja so bili opravljeni poskusi uporabe amplituda modulacije (AM) za prenos zvoka po radiu (radiotelefonija). Zato je bil naslednji cilj pri razvoju detektorja najti detektor, ki bi lahko demodulirali AM signal, s čimer bi se iz radijskega vala izvlekel avdio (zvočni) signal. Na podlagi poiskusov in napakami je bilo ugotovljeno, da bi to lahko storil detektor, ki je kazal "asimetrično prevodnost"; naprava, ki prevaja tok v eno smer v drugo pa ne. Ta je usmeril radijski signal, s čimer je prepuščal le eno polariteto signala, pustil pa je pulzni enosmerni tok katerega amplituda se je spreminjala v skladu z moduliranim signalom. Slušalke so zaradi omejenega frekvenčnega odziva odstranile tudi visokofrekvenčni nosilni signal, zato se je v njih slišal le zvok.
Spodaj so detektorji, ki so jih veliko uporabljali, preden so okoli leta 1920 njihovo vlogo prevzele vakuumske cevi. Vsi, razen magnetnega detektorja, so lahko usmerili in tako sprejemali AM signale:
- Magnetni detektor - Razvil ga je Guglielmo Marconi leta 1902 iz metode, ki jo je izumil Ernest Rutherford, in uporabljala družba Marconi, dokler niso začeli uporabljati vakumskih cevi Audion okoli leta 1912. To je bila mehanska naprava, ki je bila sestavljena iz neskončnega traku železnih žic, ki so bile napeljane preko dveh škripcev, ki je jih vrtel mehanizem za navijanje.[25][26][27][28] Železne žice so bile speljane skozi tuljavo z drobno žico, pritrjeno na anteno, v magnetno polje, ki sta ga ustvarjala dva magneti. Histereza železa je inducirala impulz toka v senzorski tuljavi vsakič, ko je radijski signal prešel skozi vzbujalno tuljavo. Magnetni detektor se je uporabljal na ladijskih sprejemnikih zaradi neobčutljivosti na vibracije. Eden je bil del radijske postaje na RMS Titanik, ki je bil uporabljena za klic na pomoč med njegovim slavnim potopom 15. aprila 1912.[29]

- Elektrolitsko detektor - Leta 1903 ga je izumil Reginald Fessenden, sestavljen je bil iz tanke posrebrene platinaste žice zaprte v stekleni paličici, konica katere se je dotikala površine skodelice dušikove kisline.[30][31][32] Elektrolitsko delovanje je povzročilo tok, ki je tekel samo v eno smer. Detektor je bil v uporabi do leta 1910. Elektrolitski detektorji, ki jih je Fessenden namestil na ladjah ameriške mornarice, so prejeli prvo AM radijsko oddajo na božični večer, leta 1906, to je bila božična glasba, ki jo je Fessenden prenašal s svojim alternatorskim oddajnikom.

- Žarilnokatodne dioda (Žarilni ventil) - Prva vakuumska cev, ki jo je leta 1904 izumil John Ambrose Fleming, je bila sestavljena iz vakuumske steklene žarnice, ki je vsebovala dve elektrodi: katodo, sestavljeno iz žarilne nitke, podobne tistim v žarnici, in anode v obliki kovinske plošče.[33][34][35] Fleming, svetovalec pri Marconiju, je izumil ventil kot bolj občutljiv detektor za čezatlantski brezžični sprejem. Žarilno nitko je segrel z ločenim tokom, ta je s termično emisijo oddala elektrone, pojav je odkril Thomas Edison. Med anodo in katodo se je dovedel radijski signal. Ko je bila anoda pozitivna je tok elektronov tekel od katode do anode, ko je bila anoda negativna, so bili elektroni blokirani in tok ni tekel, torej je delovala kot dioda. Flemingov ventil je bil uporabljen v omejenem obsegu vendar ni bil priljubljen, ker je bil drag, imel je omejeno življenjsko dobo žarilne nitke, poleg tega ni bil tako občutljiv kot elektrolitski ali kristalni detektorji.

- Kristalni detektor (detektor z mačjim brkom) - okoli leta 1906 sta ga izumila Henry HC Dunwoody in Greenleaf Whittier Pickard, temelji na odkritju "asimetrične prevodnosti" kristalov. Pred pojavom Flemingove diode so bili kristalni detektorji najpogosteje uporabljeni za demodulacijo amplitudno moduliranih signalov.[36][37][38] Kristalni detektor je bil sestavljen iz koščka kristalnega polprevodniškega minerala, kot je galenit (svinčev sulfid), čigar površine se je dotikala fino vzmetna kovinska žica, nameščena na nastavljivi ročici, s katero je uporabnik lahko premikal žico po kristalu toliko časa, da je naletel na prevodno mesto.

Uglaševanje je bilo uporabljeno v prvotnih eksperimentih Hertza. V praksi pa se je pojavilo okoli leta 1890 v brezžičnih sistemih, ki niso bili posebej zasnovani za radijsko komunikacijo. Predavanje Nikole Tesle marca 1893, v katerem je prikazal, brezžični prenos energije za razsvetljavo je vsebovalo elemente uglaševanja.. Sistem za brezžično razsvetljavo je bil sestavljen iz vzbujalnega transformatorja z iskriščem z žično anteno, ki je prenešala moč skozi sobo v drugi resonančni transformator, nastavljen na frekvenco oddajnika, ki je osvetlil Geisslerjevo cev. Uporaba uglaševanja v prostem prostoru je bila leta 1894 razložena in predstavljena na predavanjih Oliverja Lodgea o Hertzovem delu. Takrat je Lodge prikazal fizikalne in optične lastnosti radijskih valov namesto, da bi poskušal zgraditi komunikacijski sistem, vendar pa je še naprej razvijal metode uglašenega radia (kar je imenoval "sintonija"), vključno z uporabo spremenljive induktivnosti za nastavljanje antene.

#### Uglaševanje
"Uglaševanje" nastavi frekvenco sprejemnika na frekvenco želenega radijskega oddajnika. Prvi sprejemniki niso imeli nastavljivega vezja, detektor je bil priključen neposredno med anteno in ozemljitvijo. Zaradi pomanjkanja frekvenčno selektivnih komponent poleg antene je bila pasovne širine sprejemnika enaka široki pasovni širini antene. To je bilo sprejemljivo in celo potrebno, ker tudi prvi oddajniki na iskro niso imeli uglaševalnega vezja, zato so oddajali zelo širok frekvenčni spekter. Za sprejemanje dovolj energije iz tega širokopasovnega signala je moral sprejemnik imeti tudi sam široko pasovno širino.
Ko je na določenem območju oddajal več kot en oddajnik z iskriščem, so se njihove frekvence prekrivale, zato so se njihovi signali motili, kar je povzročilo motnje na sprejemu. Potreben je bil način, da bi sprejemnik lahko izbral, kateri signal oddajnika bo sprejemal. zaradi slabe nastavitve oddajnikov oddajnik se je signal "dušil" ali zamrl, kar je močno zmanjšalo moč in doseg prenosa. Leta 1892 je William Crookes predaval o radiu pri katerem je predlagal uporabo resonance za zmanjšanje pasovne širine oddajnikov in sprejemnikov. Različni oddajniki so nato lahko s pomočjo nihajnih krogov uglasili za oddajanje na različnih frekvencah, tako da se niso motili.
Do leta 1897 so prednosti uglašenih sistemov postale jasne, Marconi in drugi raziskovalci brezžičnega prenosa pa so v svoja oddajnike in sprejemnike začeli vgrajevali uglaševalna vezja, ki so bila sestavljena iz kondenzatorjev in tuljav. Uglaševalno vezje je delovalo kot električne glasbene vilice. Imel je visoko  impedanca na svoji resonančni frekvenci vendar nizko impedanco na vseh drugih frekvencah. Povezava med anteno in detektorjem je služila kot pasovni filter, ki prepušča želeno radijsko postajo do detektorja vse ostale signale pa usmerja proti zemlji. Frekvenca prejete radijske postaje f je bila določena z kapacitivnostjo C in induktivnostjo L v uglaševalnem vezja: 
{\displaystyle f={1 \over 2\pi {\sqrt {LC}}}\,}

##### Induktivni sklop
Za zaporo radijskega šuma in motenj drugih oddajnikov blizu frekvence želene postaje, mora pasovni filter (uglaševalno vezje) sprejemnika imeti ozko sovna širina ki spušča skozi le ozek frekvenčni pas. Oblika filtera pasovne širine, ki je bila uporabljena v prvih sprejemnikih, ki se je do nedavnega še naprej uporabljala v sprejemnikih, je bilo dvojno nastavljivo induktivno vezje ali resonančni transformator (oscilacijski transformator ali RF-transformator). Antena in zemlja sta bili povezani s tuljavo, ki je bila magnetno sklopljena z drugo tuljavo s kondenzatorjem vzporednjo z njo. Izmenični tok iz antene, ki je tekel skozi primarno tuljavo, je ustvaril magnetno polje ki inducirala tok v sekundarni tuljavi, ki je napajal detektor. Tako primarna kot sekundarna tuljava sta bili uglaševalni vezji; primarna tuljava je resonirala s kapacitivnostjo antene, medtem ko je sekundarna tuljava resonirala s kondenzatorjem vzporedno z njo. Obe sta bili nastavljeni na isto resonančno frekvenco.
To vezje je imelo dve prednosti. Ena je bila, da se z uporabo pravilnega razmerja ovojev obeh tuljav lahko impedanca antene ujema z impedanco sprejemnika, kar je omogočilo največji prenos moči na sprejemnik. Uskladitev impedance je bila pomembna za doseganje največjega dosega sprejema v sprejemnikih brez ojačevalnika. Tuljave bilo mogoče izbrati s stikalom. Druga prednost je bila, da je zaradi sklopa imela precej ožjo pasovno širino, kot preprosta uglaševalna vezja, pasovno širino je bilo mogoče prilagoditi. Za razliko od navadnega transformatorja sta bili navitji ohlapno povezani. Ker se je del magnetnega polja raztresel, se je zmanjšala medsebojna induktivnost. To je dalo uglaševalnim vklopljenim vezjem veliko ožjo pasovno širino, kot samo uglaševalno vezje. V "mornariškem tipu" ohlapne spojke (glej sliko), ki se je pogosto uporablja s kristalno sprejemniki, je bila manjša sekundarna tuljava nameščena na ohišje, ki se je lahko premikalo v ali iz primarne tuljave, s tem se je spremenila vzajemna induktivnost med tuljavami.Ko je operater naletel na motečo frekvenco na bližnji frekvenci, je lahko sekundarno potisnil iz primarne, s tem je zmanjšal sklop, kar je zmanjšalo pasovno širino s tem pa izločilo moteči signal. Pomanjkljivost je bila, da so bile vse tri nastavitve - primarno oglaševanje, sekundarno oglaševanje in sklop - povezane; spreminjanje ene je spremenilo druge. Zato je bilo oglaševanje na novi postaji proces več zaporednih prilagoditev.
Selektivnost je postala pomembnejša, ker so bili oddajniki z iskriščem nadomeščeni z oddajniki z neprekinjenim valovanjem, ki so oddajali na ozkem pasu frekvenc. Resonančni transformatorji so se še naprej uporabljali kot pasovni filter v radijskih sprejemnikih z vakuumskimi cevmi, izumile so se nove oblike, kot je variometer. Druga prednost dvojno nastavljenega transformatorja za sprejem v AM je bila, da je pri pravilni nastavitvi imela krivuljo frekvenčnega odziva "flat top" v nasprotju z "najvišjim" odzivom posameznega nastavljenega vezja. To je omogočilo prepust stranskega pasa AM modulacije na obeh straneh nosilca z malo izkrivljanja, za razliko od enega samega uglaševalnega vezja, ki je oslabilo višje frekvence zvoka. Do nedavnega so bili pasovni filtri v superheterodinskem vezju, ki so bili uporabljeni v vseh sodobnih sprejemnikih, narejeni z resonančnimi transformatorji, imenovani transformatorji IF.

##### Patentni spor
Marconijev prvi radijski sistem je imel relativno slabo uglaševalne lastnosti kar je omejevalo njegov doseg in povečevalo interferenco. Da bi premagal to pomanjkljivost, je razvil vezje s sistemom z nastavljenimi tuljavami pri keterm sta oddajnik in sprejemnik delovala v sinfoniji. Njegov britanski patent # 7,777 iz leta 1900, je odprl vrata patentnim sporom, saj je kršil sintonske patente Oliverja Lodgea, prvič vložene maja 1897, pa tudi patente, ki jih je vložil Ferdinand Braun. Marconi je lahko pridobil patente v Združenem kraljestvu in Franciji, vendar je bila ameriška različica njegovega veznega patenta, vloženega novembra 1900, prvotno zavrnjena na podlagi tega, kar je predvideval sistem za nastavitev sistema Lodge, in zavrnjene različice so bile zavrnjene zaradi predhodnih patentov Brauna in Lodgea. Nadaljnje pojasnilo in ponovno predložitev sta bila zavrnjena, ker je kršila dele dveh predhodnih patentov, ki jih je Tesla pridobil za svoj brezžični prenosni sistem. Marconijevim odvetnikom je uspelo dobiti ponovno vložen patent, ki ga je ponovno preučil drug preizkuševalec, vendar pa ga je končno odobril junija 1904, ker je imel edinstven sistem spremenljivega nastavljanja induktivnosti. pri katerem je oglaševanje potekalo s spreminjanjem dolžine antene. Ko je bil Lodgeov patent leta 1911 podaljšan še za 7 let, se je podjetje Marconi dogovorilo, da bo rešilo ta patentni spor, z nakupom radijskega podjetja Lodge skupaj patentom, leta 1922, kar jim daje prednostni patent. Drugi patentni spori so se odvijali v naslednjih letih, vključno z odločitvijo vrhovnega sodišča ZDA iz leta 1943 o možnosti družbe Marconi, da v prvi svetovni vojni tožijo ameriško vlado zaradi kršitve patenta. Sodišče je zavrnilo tožbo družbe Marconi, ki navaja, da ne morejo tožiti zaradi kršitve patenta. Zdi se, da njihovi lastni patenti niso imeli prednosti pri patentih Lodgea, Stona in Tesle.

#### Kristalni radijski sprejemnik
Čeprav je bil izumljen leta 1904 v času brezžične telegrafije je lahko kristalni radijski sprejemnik sprejemal tudi AM signale in je služi kot most do novega obdobja brezičnih prenosov. Poleg tega, da je bil glavni tip, ki se je uporabljal v komercialnih postajah v času brezžične telegrafije, je bil prvi sprejemnik, ki ga je široko uporabljala javnost. V prvih dveh desetletjih 20. stoletja, ko so radijske postaje začele oddajati zvok (novice in glasbo), je poslušanje radia postalo priljubljen hobi, kristal pa je bil najpreprostejši in najcenejši detektor. Na milijone ljudi, ki so kupili ali sami izdelali te poceni zanesljive sprejemnike, so ustvarili množično poslušalcev za prve radijske oddaje, ki so se začele okoli leta 1920. Do poznih 1920-ih je bil kristalni sprejemnik nadomeščen z vakuumskimi cevnimi sprejemniki. Kljub temu so ga še naprej uporabljali mladi in revni do 2. svetovne vojne. 
Kristalni radio je uporabljal detektor z mačjim brkom, ki sta ga leta 1904 izumila Harrison H. C. Dunwoody in Greenleaf Whittier Pickard, da bi izvlekel zvok iz radiofrekvenčnega signala. Sestavljen je iz mineralnega kristala, ponavadi galene, ki se ga rahlo dotaknila fina vzmetna žica ("mačji brk") na nastavljivi roki. Nastali surovi polprevodniški spoj je deloval kot Schottkyjeva dioda, ki prevaja v samo eni smeri. Na kristalni površini so bila ustrezno prevodna le določena mesta, pri čemer so te lahko prekinile že najmanjše vibracije. Tako je bilo potrebno pred vsako uporabo poiskati ustrezno prevodno točko, pri čemer je operater povlekel mačkin brk čez kristal, dokler radio ni začel delovati.
Kristalni radio je uporabljal neojačano moč radijskih valov, zato je ga bilo treba poslušati s slušalkami. Potreboval je dolgo žično anteno, njegova občutljivost pa je bila odvisna od velikosti antene. Uporabljal se je v komercialnih in vojaških postajah z dolgimi valovi z ogromnimi anteni za sprejem oddaljenega radiotelegrafskega prometa, vključno s čezatlantskim prometom. Vendar pa je bil pri uporabi radijskih postaj doseg manjši od 25 milj. V sofisticiranih kristalnih radiih je bila uporabljena "ohlapna spojka" induktivno sklopljeno uglaševalno vezja za povečanje kakovosti nihanjega kroga. Vendar je še vedno imel slabo selektivnost v primerjavi s sodobnimi sprejemniki.

#### Heterodinski sprejemnik in BFO
Okoli leta 1905 so začeli oddajniki z neprekinjenim valom (CW) nadomeščati oddajnike z iskriščem, ker so imeli veliko večji doseg in zaradi možnosti prenosa zvoka.
Signali, ki so jih proizvajajo ti oddajniki, so zahtevali drugačen način sprejema. Signali, ki so jih proizvedli telegrafijski oddajniki na iskrišče, so bili sestavljeni iz niza pojemajočih valov. V slušalkah jih je bilo mogoče slišati kot brenčanje, ob dovolj visoki frekvenci iskrenja pa kot piske. Pri novih oddajnikih s kontinuiranim sinusnim valovanjem (nosilec), ki pa ga zaardi visoke frekvence ni bilo možno slišati kot ton.
Prva taka naprava je bil mehanski prekinjevalnik ("tikker"), ki ga je leta 1908 izumil Valdemar Poulsen.
 To je bil vibrirajoči prekinjevalec s kondenzatorjem na izhodu sprejemnika, katerega naloga je bila prekinjanje sprejetega sinusnega valovanja s frekvenco zvoka. S tem je prejeti signal v slušalkah povzročil podobbno brenčanje, kot prej pri oddajnikih na iskrišče Podobna naprava je bila "tonsko kolo", ki ga je izumil Rudolph Goldschmidt. Ta naprava je imela kolo, ki je imelo po obodu nameščene kontakte, ki so prekinjali prihajajoč sinusni signal v ritmu zvočnega signala.
Leta 1901 je Reginald Fessenden izumil boljše sredstvo za doseganje tega. V svojem heterodinskem sprejemniku je nemoduliran sinusni radijski val pri frekvenci fO z različno frekvenco od frekvence sprejetega signala fC pripeljal na radijski detektor skupaj z radijskim signalom iz antene. V detektorju sta se oba signala zmešala in ustvarila seštevek fC + fO in razliko fC − fO med frekvencama. S pravilno izbiro fO je bila nižja heterodinska frekvenca fC − f,O v slišnem področju. Znake Morsejeve abecede je bilo slišati kot zvočne piske. Glavna prednost te metode je bila, da je med mešanjem ojačala signal.
Sprejemnik je bil pred časom, kajti ko je bil izumljen, ni bilo nobenega oscilatorja, ki bi lahko proizvedel radiofrekvenčni sinusni val fO s potrebno stabilnostjo. Fessenden je najprej uporabil svoj veliki radiofrekvenčni generator, vendar to ni bilo praktično za navadne sprejemnike. Heterodinski sprejemnik je ostal nezanimiv, dokler se ni pojavil poceni kompakten vir neprekinjenih sinusnih valov, elektronski oscilator z vakuumsko cevjo, ki sta jo leta 1913 izdelala Edwin Armstrong in Alexander Meissner. Po tem je postal standardni način sprejema radiotelegrafije, ki se uporablja še danes.

### Doba vakuumskih cevi
Vakuumska cev Audion (trioda), ki jo je izumil Lee De Forest leta 1906, je bila prva praktična naprava za ojačanje in je povzročilo radijsko revolucijo. Oddajniki z vakuumsko cevjo so zamenjali oddajnike z iskriščem in omogočili štiri nove vrste modulacije: radiotelegrafija z neprekinjenim valovanjem (CW), amplitudno modulacijo (AM) okrog leta 1915, ki je lahko prenašala zvok, frekvenčno modulacijo (FM) okrog leta 1938 in amplitudno modulacijo z enojnim bočnim pasom (SSB).
Ojačevalna vakuumska cev je uporabljala energijo iz akumulatorja ali električnega omrežja, da je povečala moč radijskega signala, zato so bili sprejemniki bolj občutljivi in imeli večji doseg, kot prejšnji sprejemniki brez ojačevanja. Povečana izhodna moč jim je omogočila tudi predvajanje preko zvočnikov namesto slušalk, kar je omogočalo poslušanje več kot eni osebi. Prvi zvočniki so bili izdelani okrog leta 1915. Te spremembe so povzročile, da se je poslušanje radia iz hobija razvilo v priljubljeno družabno in družinsko zabavo. Razvoj amplitudne modulacije (AM) in vakuumskih cevnih oddajnikov med prvo svetovno vojno in razpoložljivost poceni sprejemnikov po vojni sta postavili izhodišče za začetek oddajanja AM, ki se je pojavilo okrog leta 1920.
Pojav radiodifuzije je močno povečal trg za radijske sprejemnike in jih preoblikoval v potrošniški izdelek.V zgodnjih radijskih postajah je bilo zaradi večjega števila tokokrogov nastaviti več gumbov za nastavitev radijske postaje. Ena od najpomembnejših inovacij v enostavni uporabi je bila "enojna nastavitev gumbov", dosežena z mehansko povezavo uglaševalnih kondenzatorjev. Dinamični stožčasti zvočnik, izumljen leta 1924, je močno izboljšal avdiofrekvenčni odziv v primerjavi s prejšnjimi zvočniki, ki omogočajo reprodukcijo glasbe z boljšo kvaliteto. Dodane so bile priročne funkcije, kot so velike osvetljene številčnice, kontrole tona, nastavitev tipk, kazalniki za nastavitev in samodejno uravnavanje ojačanja. Trg sprejemnikov je bil razdeljen na zgoraj navedene radijske sprejemnike in komunikacijske sprejemnike, ki so bili uporabljeni za dvosmerne radijske zveze, kot je kratkovalovni radio.
Sprejemnik z vakuumsko cevjo je zahteval več napajalnikov pri različnih napetostih, ki so jih v zgodnjih radijskih postajah zagotavljali ločeni akumulatorji. Do leta 1930 so bile razvite ustrezne vakuumske cevi za usmernike, drage baterije pa so nadomestili transformatorski napajalniki, ki so delovali preko hišnega omrežja.
Vakuumske cevi so bile obsežne, drage, imele so omejeno življenjsko dobo, porabile so veliko moči in proizvedle veliko odvečne toplote, zato je bila želja omejiti število vakuumskih cevi.
Napaka v številnih sprejemnikih z zgodnjimi vakuumskim cevmi je bila, da so ojačevalne stopnje lahko zanihale in tako delovale kot oscilatorji, ki proizvajajo neželene radijske frekvenčne tokove. Te parazitske oscilacije so se mešale z nosilcem radijskega signala v detektorski cevi kar je povzročilo neprijetne zvoke v zvočniku. Nihanja so nastala zaradi povratnih poti v ojačevalnikih; ena glavna povratna pot je bila kapacitivnost med ploščo in mrežo v zgodnjih triodah. To je bilo rešeno z vezjem Neutrodyne, kasneje pa z razvojem tetrode in pentoda okrog leta 1930.
Edwin Armstrong je eden najpomembnejših oseb v zgodovini radijskih sprejemnikov, v tem času je izumil tehnologijo, ki se še uporablja. Bil je prvi, ki je dal pravilno razlago, kako je delovala triodna cev De Foresta. Iznašel je oscilator stabiliziran s povratno zanko, regenerativni sprejemnik, superregenerativni sprejemnik, superheterodinski sprejemnik in sodobno frekvenčno modulacijo (FM).

#### Prvi sprejemniki z vakuumsko cevjo
Prvo ojačevalno vakuumsko cevko Audion, osnovno triodo, je leta 1906 izumil Lee De Forest kot bolj občutljiv detektor za radijske sprejemnike, tako da je dodal tretjo elektrodo termičnemu diodnemu detektorju, Flemingov ventil. Ni se dosti uporabljal dokler niso okoli 1912 prepoznali njegovih ojačevalnih lastnosti. Prvi sprejemniki s cevmi, ki jih je izumil De Forest sredi dvajsetih let dvajsetega stoletja so zgradili ljubitelji, ki so uporabili eno Audion cev, ki je delovala kot usmernik signala in ojačevalnik. Pri delovanju družbe Audion je prišlo do negotovosti, dokler Edwin Armstrong ni razložil svojih ojačevalnih in demodulacijskih funkcij v dokumentu leta 1914. Električno vezje detektorjev je bilo uporabljeno tudi pri regenerativnih, TRF in zgodnjih superheterodičnih sprejemnikih (spodaj) do 1930-ih.
Za napajanje zvočnika je bilo potrebno dodati dva ali tri cevi, ki so omogočale dovolj ojačanja. Mnogi zgodnji ljubitelji so si lahko privoščili samo eno cev zato so poslušali radio s slušalkami, tako da so bili ojačevalci zvočnikov prodajani kot dodatek.
Poleg zelo nizkega ojaščanja okoli 5 in kratke življenjske dobe približno 30 do 100 ur je primitivna Audion imela neredne značilnosti, ker je bila nepopolno evakuirana. De Forest je menil, da je ionizacija preostalega zraka ključna za delovanje Audion. S tem je bila bolj občutljiv detektor po drugi strani pa so zaradi tega njene karakteristike zelo nihale med njenim delovanjem. Ko se je cev segrela so se iz kovine sproščali elementi, ki so spremenili tlak v cevi ta pa je vplival na električne karakteristike zato je bilo potrebno te nenehno nastavljati s posebnim vezjem. Prev zaradi te lastnosti je bil Audion sprejemnik preveč zapleten za vsakdanjo uporabo. 
Do leta 1914 sta Harold Arnold pri Western Electric in Irving Langmuir na GE spoznal, da plin ni potreben; Audion bi lahko deloval samo pri prevajanju elektronov. Cevi so evakuirali na tlak 10-9 atm, s tem so naredili prve "trdne vakuumske" triode. Te bolj stabilne cevi niso zahtevale nastavljanja zato so imeli radijski sprejemniki manj kontrol in so bili lažji za uporabo. Med prvo svetovno vojno so bili civilni radijski sprejemniki prepovedani. Proizvodnja v večjem obsegu se je začela šele po letu 1920. Cevi z ne popolnoma izčrpanim zrakom so se kot detektorji uporabljale skozi vsa dvajseta leta nato pa so postale zastarele.

#### Regenerativni sprejemnik
Regenerativni sprejemnik je izumil Edwin Armstrong leta 1913, ko je bil 23-letni študent. Uporabljal se je skozi dvajseta leta, ker je imel le eno cev je bil cenovno lahko dostopen. Danes se tranzistorska različica vezja še vedno uporabljajo v poceni aplikacijah, kot je npt. walkie-talkie. V regenerativnem sprejemniku se ojačanje (amplifikacija) vakuumske cevi ali tranzistorja poveča z uporabo regeneracije (pozitivna povratna informacija); nekaj energije iz izhodnega vezja cevi se vrne nazaj v vhodno vezje z povratno zanko. Zgodnje vakuumske cevi so imele zelo nizko ojačanje (okrog 5). Regeneracija ni samo močno povečala ojačanje cevi s faktorjem 15.000 ali več, povečala je tudi Q-faktor uglaševalnega vezja, zmanjšala (izostrila) pasovne širine pasovno širino sprejemnika z istim faktorjem in izboljšala selektivnost. Sprejemnik je imel nadzor nad prilagajanjem povratnih informacij. Cev je delovala tudi kot detektor za usmerjanje AM signala.
Druga prednost tokokroga je bila, da je bilo mogoče cev pripraviti do tega da je oscilirala, zato bi lahko ena sam cev služila kot frekvenčni oscilator in detektor, ki deluje kot heterodinski sprejemnik, da bi bili radiotelegrafski prenosi slišni. Ta način sprejema je bil imenovan autodyne. Za sprejem v radiotelegrafiji, so povratne informacije povečane, dokler cev ni začela oscilirati, potem je bila frekvenca oscilacije uglašen na eno stran sprejemnega signala. Vhodni signal radijskega nosilca in lokalni signal nihanja sta se mešali v cev in pri razliki med frekvencami se je slišal tonski heterodin (utrip).
Široko uporabljena zasnova je bila Armstrongovo vezje, pri katerem je bila "tickler" tuljava v krožniku sklopljena na uglaševalno tuljavo v mrežnem vezju, da bi zagotovili povratne informacije. Povratne informacije je krmilil spremenljivi upor ali s premikanjem dveh navitij skupaj, da bi povečali ojačanje zanke ali pa jo zmanjšali To se je naredilo z variometrom (variocoupler). Regenerativne detektorje so včasih uporabljali tudi v TRF in superheterodinskih sprejemnikih.
Ena težava z regenerativnim vezjem je bila, da se pri uporabi z velikimi količinami regeneracije lahko selektivnost (Q) nastavljenega vezja preveč ostro, zmanjša AM bočne pasove in s tem popači avdio modulacijo. TTo je bil običajno omejevalni dejavnik na količino povratnih informacij, ki bi se lahko uporabile.
Resnejša pomanjkljivost je bila, da lahko deluje kot nenameren radijski oddajnik, ki povzroča interferenco (RFI) v bližnjih sprejemnikih. Pri sprejemu AM je cev delovala zelo blizu nestabilnosti in bi lahko zlahka začela oscilirati, nastali radijski signal pa je oddajala njegova žična antena. V bližnjih sprejemnikih bi signal regenerativnega signala utripal s signalom postaje, ki je bila sprejeta v detektorju, kar povzroča motnje. Zgodnji regenerativni sprejemniki so bili zaradi motenj, ki so jih povzročali v Evropi prepovedani. Rešitev je bila uporaba stopnja RF ojačanja pred regenerativnim sprejemnikom, ki je izoliral anteno. Do sredine dvajsetih let sprejemnik ni uporabljal skoraj noben večji proizvajalec več.

#### Superregenerativni sprejemnik
To je bil sprejemnik, ki ga je izumil Edwin Armstrong leta 1922, ki je uporabil regeneracijo na bolj sofisticiran način, da bi dosegel večje ojačanje. .Uporabljen je bil v nekaj kratkovalovnih sprejemnikih v tridesetih letih in se danes uporablja v nekaj poceni visokofrekvenčnih aplikacijah, kot so walkie-talkies in pri odpiranju garažnih vrat.
V regenerativnem sprejemniku je ojačanje povratne zanke manj kot ena, tako da cev (ali druge ojačevalne naprave) ni nihala, ampak je bila blizu nihanja, kar daje veliko ojačanje. V superregenerativnem sprejemniku je bilo ojačanje zanke enako ena, tako da je ojačevalna naprava dejansko začela nihati, vendar so bila nihanja občasno prekinjena. To je omogočilo, da je ena cev dosegla ojačanje nad 10⁶.

#### TRF sprejemnik
Čeprav se uglašeni sprejemnik uporablja v nekaj aplikacij ima nekaj praktičnih slabosti zaradi katerih je slabši od superheterodinskega sprejemnik (spodaj), ki se danes uporablja v večini aplikacij. Slabosti izvira iz dejstva, da pri TRF sprejemnikih filtriranje, ojačanje, in demodulacijska poteka na visokih frekvencah sprejetega signala. Pasovna širina filtra se poveča s srednjo frekvenco, ko se TRF sprejemnik nastavi na drugo frekvenco se spremni tudi pasovna širina. Zaradi gneče v radijskem spektru morajo biti frekvence radijskih kanalov zelo skupaj. Zelo težko je narediti filter, ki deluje na radijskih frekvencah, ki imajo dovolj ozko pasovno širino da ločijo radijske postaje ki so zelo skupaj. TRF sprejemniki morajo običajno imeti veliko število nastavitvenih kaskadnih stopnje, da se doseže ustrezno selektivnosti. V nadaljevanju je opisano kako se heterodinski sprjemnik izogne tem težavam.

#### Neutrodinski sprejemnik
Neutrodinski sprejemnik je leta 1922 izumil Louis Hazeltine, šlo je za uglašeni radijski sprejemnik z nevtralizacijskim vezjem, ki je bil dodan vsaki stopnji ojačanja, da bi preprečil povratne informacije in tako preprečili oscilacije, ki so povzročile nadležno piskanje v TRF. V nevtralizacijskem krogu je kondenzator krmilil povratni tok iz vezja do mrežnega tokokroga, ki je bil fazno zamaknjen za 180 ° kar je povzročalo oscilacije, in ga odpravil. Neutrodin je bil priljubljen do prihoda poceni tetrodnih cevi okoli leta 1930.

#### Refleksni sprejemnik
Refleksni sprejemnik sta leta 1914 izumila Wilhelm Schloemilch in Otto von Bronk , leta 1917 ga je ponovno odkril in nadgradil Marius Latour in William H. Priess. Uporabljal se je pri nekaterih poceni in majhinh radijih iz dvajsetih, tridesetih let in petdesetih let. Osnovni namen tega vezja je bilo kar se da učinkovito izkoristiti omejeno število komponent. V refleksnem sprejemniku RF signal iz oglaševalnega vezja teče skozi eno ali več ojačevalnih cevi ali tranzistorjev, nato se demodulira v detektorji, nato pa se dobljeni avdio signal prenese skozi iste ojačevalne stopnje da doseže zadostno avdio ojačanje. Radijski in avdio signali, ki sta istočasno prisotna v ojačevalcu, ne vplivata drug na drugega, ker sta na različnih frekvencah, kar omogoča, da ojačevalne cevi delujejo "dvojno". Poleg sprejemnikov z enojnim cevnim refleksom so nekateri sprejemniki TRF in superheterodinoma imeli več stopenj »refleksij«. Refleksni radijski aparati so bili nagnjeni k napaki, ki se imenuje "play-through", kar pomeni, da glasnost zvoka ni šla na nič, ko je bil ta izklopljen.

#### Superheterodinski sprejemnik
Superheterodin je med prvo svetovno vojno leta 1918 izumil Edwin Armstrong, ko je bil v vezističnem korpusu, njegova zasnova se uporablja v skoraj vseh sodobnih sprejemnikih, razen nekaj specializiranih aplikacij. Gre za bolj zapleteno zasnovo od ostalih sprejemnikov. Ko je bil izumljen je zahteval 6 - 9 vakuumskih cevi, ki so presegle proračun večine uporabnikov, zato se je sprva uporabljal predvsem v komercialnih in vojaških komunikacijskih postajah. Vendar pa je do tridesetih let dvajsetega stoletja zamenjal vse druge vrste sprejemnikov.
Do štiridesetih let dvajsetega stoletja se je izdelava superheterodinskega AM sprejemnika precej pocenila, ker je uporabljal samo pet vakuumskih cevi: običajno pretvornik (mešalnik / lokalni oscilator), IF-ojačevalnik, detektor / zvočni ojač, zvočni ojačevalnik, in usmernik. Ta zasnova je bila uporabljena za skoraj vse komercialne radijske sprejemnike, dokler tranzistor ni zamenjal vakuumske cevi v sedemdesetih letih dvajsetega stoletja.

#### Digitalna tehnologija
S pojavom digitalne tehnike se je pokazala možnost uporabe integriranih vezij tudi v radijski tehniki. To je pomenilo veliko zmanjšanje dimenzij in porabe električne energije, poleg tega pa tudi izboljšanje stabilnosti delovanja, ki je pri analognih vezjih pomemben faktor. 
Osnovni princip digitalnih radijskih sprejemnikov je pretvorba vhodnega signala iz antene iz analognega v digitalni signal (A/D pretvorba), ki gre potem v nadaljnjo obdelavo. Sprva se je A/D pretvorba izvajala šele po znižanju frekvence sprejetega signala s heterodinskim principom. Z napredkom tehnologije se je A/D pretvornik pomikal čedalje bolj proti anteni, v smeri signalov z višjimi frekvencami. Danes tako obstajajo tudi sprejemniki z direktno pretvorbo, ki so zmožni digitalizirati in demodulirati visokofrekvenčne signale brez predhodnega zniževanja frekvence.
Pomemben korak je bila uvedba procesorjev digitalnih signalov, ki lahko izvedejo filtriranje in demodulacijo signalov in tako nadomestijo precej sklopov, ki so bili prej izvedeni v obliki namenskih elektronskih vezij. Ker so vse funkcije obdelave signalov določene programsko, je možno sprejemnik enostavno prilagoditi razmeram in želenim nalogam, ravno tako jih je možno enostavno nadgraditi z dodatnimi zmogljivostmi. Tak radio se imenuje programsko določen radio, oz. s tujo kratico SDR.